# Why Do You Love Me
Singles de Garbage
Shut Your Mouth
(2002) Bleed Like Me
(2005)
Why Do You Love Me est une chanson de 2005, écrite, enregistrée et produite par le groupe de rock alternatif Garbage. Elle est le premier single extrait du quatrième album du groupe, Bleed Like Me. 
Why Do You Love Me atteint le 7e rang du UK singles chart.
En 2007, Why Do You Love Me est remasterisé et inclus dans la compilation des plus grands succès de Garbage, Absolute Garbage.

## Classements hebdomadaires
| Classement (2005)              | Meilleure place |
| ------------------------------ | --------------- |
| Allemagne (Media Control AG)   | 63              |
| Australie (ARIA)               | 19              |
| Écosse (OCC)                   | 4               |
| États-Unis (Billboard Hot 100) | 94              |
| États-Unis (Alternative Songs) | 8               |
| Irlande (IRMA)                 | 27              |
| Pays-Bas (Single Top 100)      | 100             |
| Royaume-Uni (UK Singles Chart) | 7               |
| Suisse (Schweizer Hitparade)   | 75              |